# Bruc valencià
El bruc valencià, Erica terminalis, també dit bruc de Còrsega és una espècie de bruc i és planta nadiua del sud d'Europa (incloent el País Valencià) i el nord d'Àfrica; també està naturalitzada en molts altres llocs. És un arbust perennifoli que fa fins a 1 m d'alt i floreix a l'estiu i a la tardor, les seves flors rosades sovint persisteixen a la planta a l'hivern.
1. ↑  [enllaç sense format] http://www.ars-grin.gov/cgi-bin/npgs/html/taxon.pl?15493
2. ↑  [enllaç sense format] http://www.habitas.org.uk/flora/species.asp?item=3910
3. ↑   RHS A-Z encyclopedia of garden plants.  United Kingdom: Dorling Kindersley, 2008, p. 1136. ISBN 1405332964.
4. ↑  «RHS Plant Selector - Erica terminalis». [Consulta: 14 juliol 2013].[Enllaç no actiu]